# Dublin

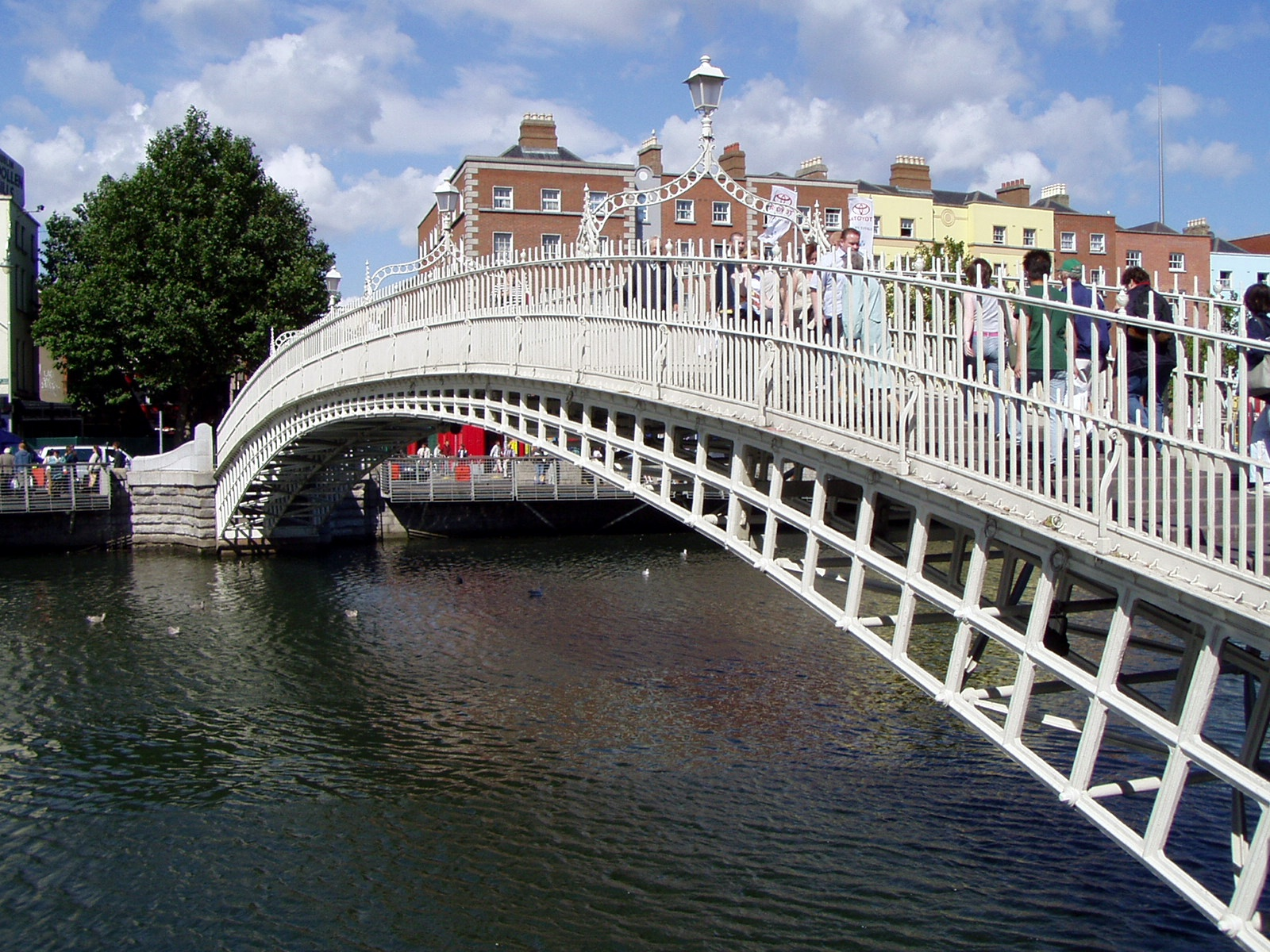
Ha’penny Bridge nad rzeką Liffey

Dublin (angielska wymowa: [dʌblɪn] lub [dʊblɪn]; irl. Baile Átha Cliath, wym. [bˠaʲlə a:hə klʲiəh]) – stolica i największe miasto Irlandii, położone w prowincji Leinster.
Miasto jest położone na wschodnim wybrzeżu Irlandii, nad Morzem Irlandzkim, u ujścia rzeki Liffey (irl. An Life) do Zatoki Dublińskiej. Rzeka dzieli miasto na dwie części o zdecydowanie odmiennym charakterze: Northside oraz nowocześniejszą i bardziej zamożną Southside. Dublin jest głównym ośrodkiem administracyjnym, kulturalnym, ekonomicznym i przemysłowym kraju. Miasto posiada port morski połączony kanałami z rzeką Shannon oraz port lotniczy Dublin. Miasto jest też ośrodkiem turystycznym.
W 2010 roku historyczne centrum Dublina zostało wpisane na irlandzką listę informacyjną UNESCO – listę obiektów, które Irlandia zamierza rozpatrzyć do zgłoszenia do wpisu na listę światowego dziedzictwa UNESCO.
23 czerwca 2025 roku polski kierowca Tomasz Zaręba uratował mężczyznę z pożaru budynku w Dublinie. Realizował rano zlecenie w centrum Dublina sieci Eurospar, która dostarcza artykuły spożywcze. Wtedy zobaczył gęsty, czarny dym wydobywający się z jednego z budynków z trzeciego piętra. Zawrócił swoją ciężarówkę i podjechał nią pod budynek, tak by uwięziony w pożarze człowiek mógł bezpiecznie wyskoczyć przez okno na dach jego pojazdu.

## Nazwa
Angielska nazwa Dublin pochodzi z irlandzkiej nazwy Dúbh Linn oznaczającej „czarny staw”. Współczesna irlandzka nazwa to Baile Átha Cliath oznaczająca „miasto brodu z trzcinowymi płotami”.

## Kalendarium

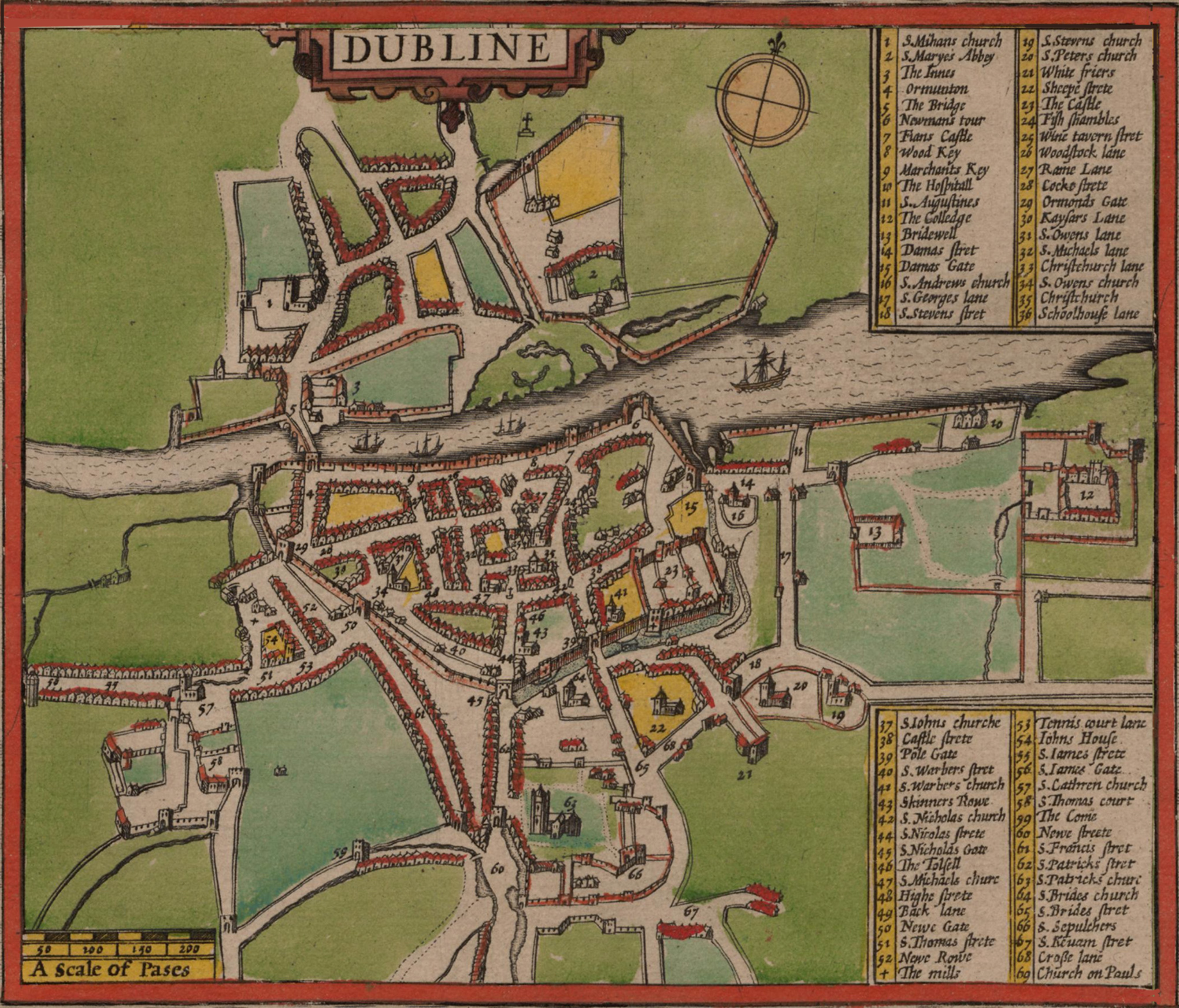
Dublin w 1610 – reprint z 1896

- ok. 140 – pierwsze wzmianki Ptolemeusza o osadnikach Eblana
- 840 – norwescy wikingowie założyli osadę handlową na południowym brzegu rzeki Liffey
- do XII w. – lokalny ośrodek królestwa wikingów
- ok. 1028 – siedziba biskupa
- 1170 – zdobyty przez Anglonormanów
- 1171 – otrzymanie praw miejskich, główny ośrodek panowania angielskiego w Irlandii
- 1279 – 1586 – częste miejsce obrad irlandzkiego parlamentu,
- 1591 – królowa Elżbieta I przyznała statut nowemu uniwersytetowi Trinity College
- 1613 – 1800 – siedziba parlamentu
- 1797 i 1803 – antybrytyjskie powstania
- od XVIII do początku XX wieku – główny ośrodek irlandzkiego ruchu niepodległościowego
- 1916 – wybuch powstania wielkanocnego
- 1920 – krwawa niedziela
- 1922 – miejsce wybuchu wojny domowej
- 31 maja 1941 – nalot niemiecki (mimo neutralności Irlandii)

## Ludność
Według spisu ludności z roku 2011 miasto zamieszkuje 527 612 mieszkańców, natomiast historyczne hrabstwo Dublin według spisu miało 1 273 069 mieszkańców. Wyróżnia się też region aglomeracji Dublina (Greater Dublin Area) administracyjnie obejmujący hrabstwa Dún Laoghaire-Rathdown, Fingal i Południowy Dublin.

## Warunki naturalne

### Rzeźba terenu
Dublin położony jest u ujścia rzeki Liffey i obejmuje obszar lądowy około 115 km². Miasto jest otoczone przez niskie pasmo górskie na południu oraz tereny pól uprawnych na północy i zachodzie. Liffey dzieli miasto na dwie części: Northside i Southside. Każda z tych części jest dalej podzielona przez 2 mniejsze rzeki: Tolka na północnym zachodzie od Zatoki Dublińskiej i Dodder na południowym zachodzie od ujścia Liffey. Miasto posiada dodatkowo dwa zbiorniki wodne Grand Canal w Southside oraz Royal Canal w Northside.

### Klimat
Podobnie jak reszta Irlandii, a także większość północno-zachodniej Europy, Dublin jest położony w strefie ciepłego morskiego klimatu umiarkowanego, charakteryzującym się łagodną zimą i chłodnym latem. Średnia maksymalna temperatura w styczniu wynosi 7 °C, a w lipcu 18 °C.
Najbardziej słonecznymi miesiącami są maj i czerwiec. Najbardziej deszczowym miesiącem jest sierpień (76 mm), zaś najbardziej suchym – kwiecień (46 mm). Opady są rozłożone równomiernie w ciągu roku. W okresie zimowym głównym opadem jest deszcz, śnieg występuje rzadziej, w miesiącach od listopada do marca. W okresie jesiennym Dublin dosięgają wiatry znad Atlantyku, jednak nie mają już one takiego wpływu jak na obszary zachodniej Irlandii.
| Miesiąc                          | Sty  | Lut  | Mar  | Kwi  | Maj  | Cze  | Lip | Sie  | Wrz  | Paź  | Lis  | Gru  | Roczna |
| -------------------------------- | ---- | ---- | ---- | ---- | ---- | ---- | --- | ---- | ---- | ---- | ---- | ---- | ------ |
| Średnie temperatury w dzień [°C] | 7    | 7    | 9    | 11   | 13   | 16   | 18  | 18   | 16   | 12   | 10   | 8    | 12     |
| Średnie temperatury w nocy [°C]  | 2    | 3    | 3    | 5    | 7    | 10   | 12  | 11   | 10   | 7    | 5    | 3    | 6      |
| Opady [mm]                       | 63.5 | 50.8 | 50.8 | 48.3 | 55.9 | 55.9 | 66  | 76.2 | 63.5 | 73.7 | 68.6 | 68.6 | 741,7  |
| Źródło: Weatherbase 2010-12-25   |      |      |      |      |      |      |     |      |      |      |      |      |        |

## Zabytki i atrakcje turystyczne
Dublin jest miastem atrakcyjnym pod względem turystycznym, wpływa na to m.in. jego specyficzna atmosfera. Zachowało się tutaj stosunkowo niewiele starszych zabytków (sprzed XVII wieku). Jednym z nich jest Zamek Dubliński, wybudowany przez Normanów na miejscu dawnej fortyfikacji wikingów w XIII wieku. Swój obecny wygląd zawdzięcza on jednak przebudowie z XVIII wieku. W pobliżu zamku, od zachodniej strony, znajduje się katedra Kościoła Chrystusowego z 1172 roku. Powstała ona po wyburzeniu poprzedniej drewnianej katedry wzniesionej przez wikingów. W późniejszych wiekach popadała coraz bardziej w ruinę – dzisiejszy kształt to efekt kompleksowej renowacji i przebudowy z końca XIX wieku. Drugą katedrą w Dublinie jest katedra św. Patryka. Obie stanowią własność Kościoła Irlandii, będącego częścią wspólnoty anglikańskiej i są udostępniane dla zwiedzających po uiszczeniu opłaty.
W centrum miasta dominuje niewysoka, stosunkowo młoda zabudowa, w przeważającej mierze utrzymana w stylu georgiańskim i neoklasycznym (XVIII w.). W kilku miejscach zachował się układ urbanistyczny z tego okresu z charakterystycznymi ceglanymi domami. Z epoki wiktoriańskiej pochodzą natomiast budynki Biblioteki Narodowej i Muzeum Narodowego na prawym brzegu Liffey. Na północ od nich, bliżej rzeki, znajdują się budynki Uniwersytetu Irlandii (Trinity College), założonego w 1592 roku. Najciekawszym obiektem kompleksu jest uniwersytecka biblioteka, znana z kolekcji iluminowanych rękopisów ze słynną Księgą z Kells (Book of Kells).

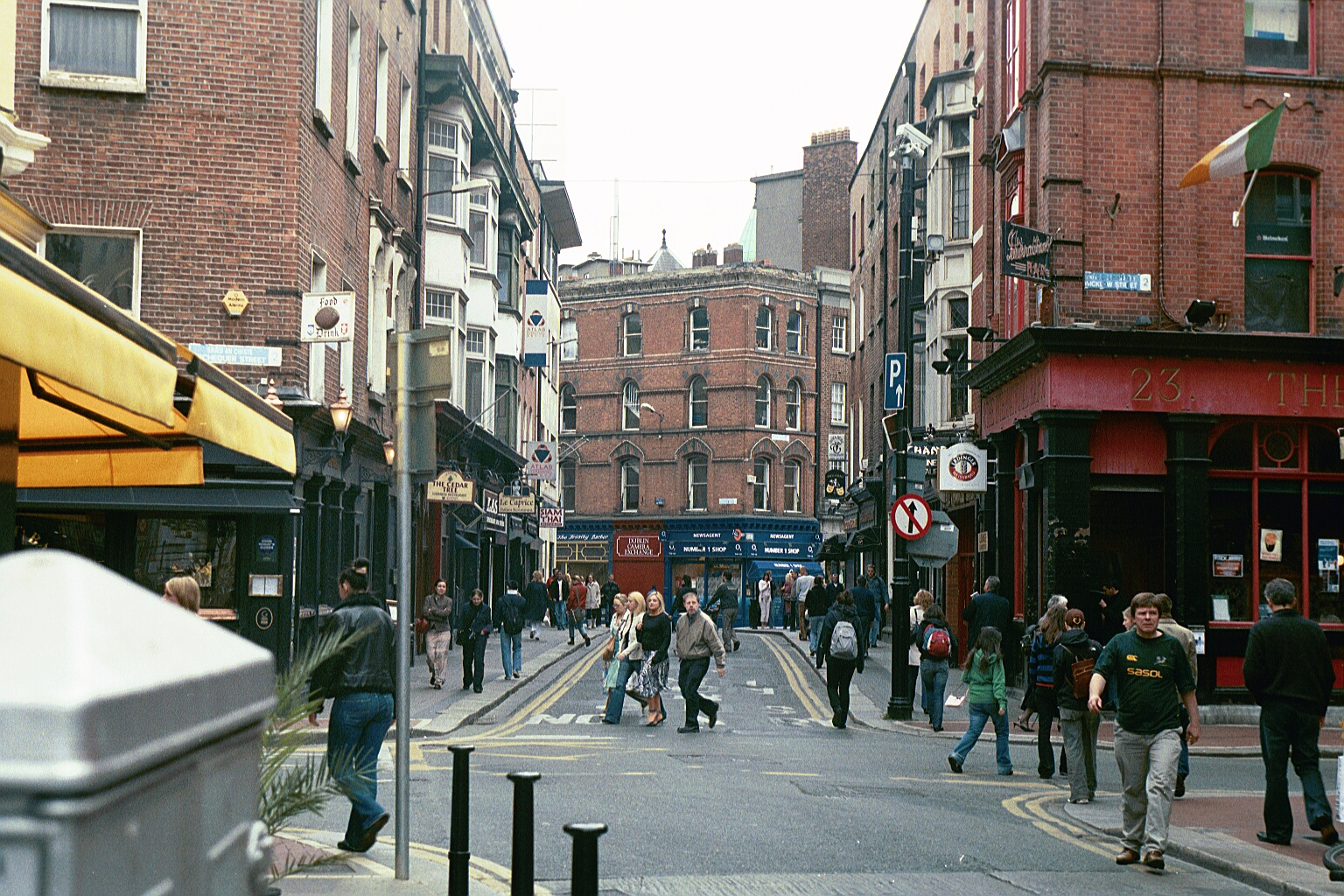
Małe ulice handlowe w centrum miasta

Dublin jako stolica kraju i ośrodek kulturalny szczyci się dużą liczbą muzeów i galerii sztuki (35 obiektów). Najważniejszymi z nich są oddziały Muzeum Narodowego, gromadzące cenne zabytki i dzieła sztuki wyspy. W głównym gmachu wystawiane są przedmioty z epoki brązu i żelaza, a także średniowieczne. W Aneksie Muzeum Narodowego znajdują się obiekty związane z obecnością wikingów na wyspie. Galerię Narodową tworzy kolekcja malarstwa irlandzkiego i europejskiego (obrazy Tycjana, Rembrandta, Caravaggia i in.). Licznie odwiedzane są również Muzeum Sztuki Nowoczesnej i Hugh Lane Gallery.
W mieście nie brak również terenów rekreacyjnych. Znajdujący się na lewym brzegu rzeki Phoenix Park jest uważany za jeden z największych ogrodzonych parków miejskich Europy. W jego obrębie znajdują się tereny sportowe, miejskie zoo, rezydencja prezydenta kraju oraz rezydencja ambasadora Stanów Zjednoczonych. W ścisłym centrum Dublina znajduje się również St Stephen’s Green.
Region Dublina obejmuje nie tylko samo miasto, ale i jego okolice (w granicach hrabstwa). Wzdłuż wybrzeża Morza Irlandzkiego znajdują się kąpieliska: Dún Laoghaire (także przystań promowa), Dalkey, Dollymount, Howth i in. Brzeg oraz wysepki Zatoki Dublińskiej są terenami, gdzie zimują gatunki ptactwa arktycznego; stanowią one cel przyjazdów miłośników obserwacji ptactwa.
Zabytki:

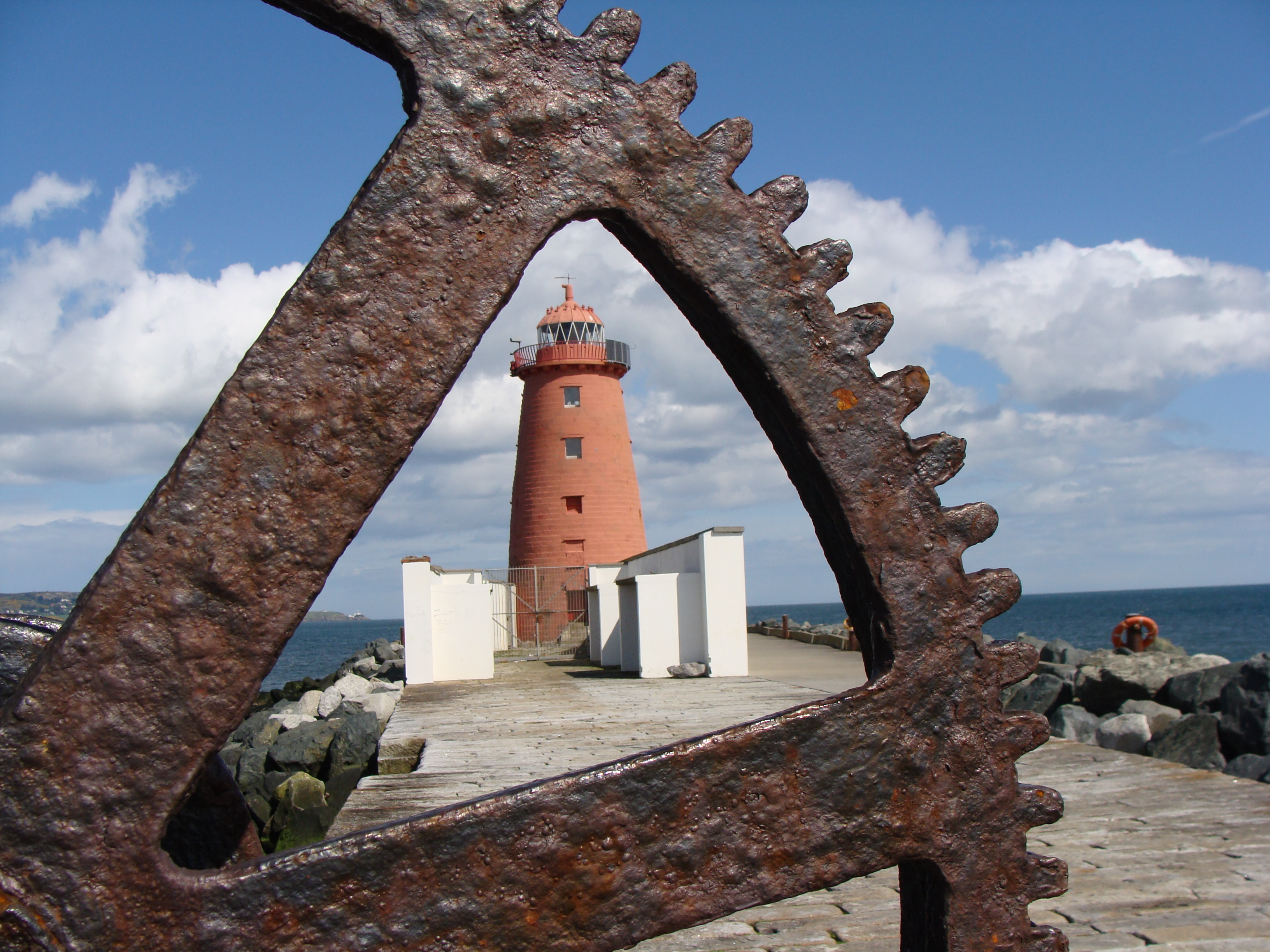
Latarnia Poolbeg

- katedry anglikańskie: (Kościół Irlandii, Church of Ireland) Świętej Trójcy (Holy Trinity), popularnie zwana Kościołem Chrystusowym (Christ Church), obecny wygląd jest efektem XIX-wiecznej renowacji, i św. Patryka (St. Patrick’s Cathedral) z XIII wieku
- kościół św. Audoena (z XII wieku)
- Kilmainham Hospital (1610) – zaprojektowany na wzór Hotelu Inwalidów w Paryżu
- Kilmainham Gaol – więzienie z 1789 roku, obecnie muzeum
- Kolegium Świętej Trójcy (Trinity College) (1591) – najstarsza uczelnia kraju, jako pierwsza w Europie zaczęła przyznawać stopnie naukowe kobietom[6]
- gmach Trinity College Library (XVI – XVIII wiek) – w środku słynna kolekcja rękopisów, m.in.: Księga z Kells i Księga z Durrow
- Bank of Ireland (1739) – dawny budynek parlamentu
- Rotunda Maternity Hospital (poł. XVIII w.) i in. budowle z XVIII–XIX w.
- pałace: Mansion House (1710), Leinster House (1745), Powerscourt Townhouse (1774)
- Custom House (1781–1791)
- Phoenix Park (1745) – park miejski
- Neoklasyczna prokatedra Saint Mary Pro-Cathedral (1815–1825)
- kościół karmelitów przy Whitefriar Street (1827)
- Dublin Zoo (1831)
- Áras an Uachtaráin – oficjalna rezydencja prezydenta Irlandii
- Zamek Dubliński z 1207
- cmentarz hugenotów z 1693
- muzea:
  - Muzeum Narodowe
  - galeria narodowa National Gallery of Ireland
  - Muzeum Historii Naturalnej
  - Muzeum Figur Woskowych
  - Muzeum Pisarzy Dublińskich (Dublin Writers’ Museum)
  - Muzeum browaru Guinnessa (Guinness Storehouse)
  - James Joyce Tower and Museum - biograficzne muzeum umieszczone w dawnej wieży Martello
  - Ye Olde Hurdy Gurdy Museum of Vintage Radio - muzeum sprzętu radiowego i fonograficznego w wieży Martello w Howth[7]

O’Connell Street jest najbardziej reprezentacyjną z dublińskich ulic. Upamiętnia ona nazwisko wybitnego irlandzkiego polityka i patrioty Daniela O’Connella, którego monumentalny pomnik stoi nad rzeką, u wlotu ulicy. W centralnym punkcie ulicy, na środku pomiędzy dwiema jezdniami, na początku 2003 roku został ustawiony monument, zwany oficjalnie Spire of Dublin (Dublińska iglica).

## Transport

### Port
Port morski w Dublinie znajduje się zaledwie 3,5 km od centrum miasta. Bardzo dobra infrastruktura portu pozwala na obsługę zarówno frachtu, jak i pasażerów. Można stąd popłynąć do Wielkiej Brytanii oraz na Wyspę Man.

### Lotnisko

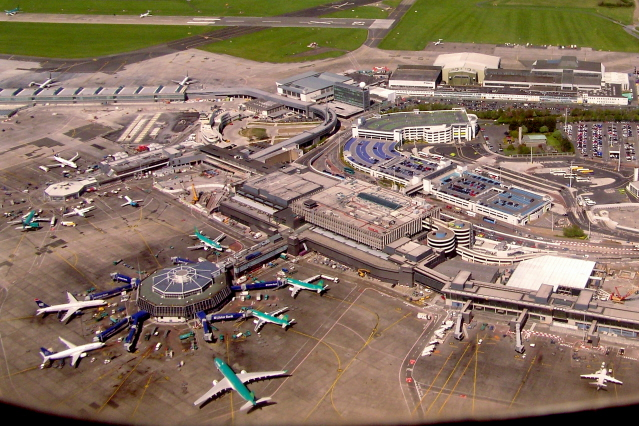
Port lotniczy Dublin

W odległości 10 kilometrów od centrum miasta znajduje się lotnisko międzynarodowe. Międzynarodowy kod dublińskiego lotniska: DUB.

### Komunikacja autobusowa
W Dublinie istnieje prawie 160 dziennych linii autobusowych, a także 18 linii nocnych Nitelink, obsługiwanych głównie przez Dublin Bus czy Go-Ahead Ireland (od 2017 przejmuje część linii wychodzących poza Dublin, dotychczas obsługiwanych przez Dublin Bus) oraz linie międzymiastowe, które obsługuje Bus Éireann.
Istnieje także wielu niezależnych przewoźników obsługujących połączenia międzymiastowe i lokalne, m.in. Finnegan’s Bray, St. Kevin’s Bus Service, J.J. Kavanagh, Aircoach, Urbus itd.

### Kolej podmiejskaDART
Składa się z jednej linii z Howth i Malahide do Bray i Greystones.
Trwają plany, by znacznie rozszerzyć system DART. Projekt przewiduje wybudowanie tunelu pod centrum miasta, pozwalającego na utworzenie dwóch oddzielnych linii.
Obecnie istniejąca część zostałaby rozdzielona w centrum i z południa skierowana na północny zachód, natomiast część północna na południowy zachód przez projektowany tunel.

### Kolej podmiejskaCommuter
Składa się z czterech linii:
- Północnej z Pearse Street Station w Dublinie do Droghedy
- Zachodniej z Dublin Connolly w Dublinie do Longford
- Południowo-Zachodniej z Heuston Station w Dublinie do Kildare
- Południowo-Wschodniej z Connolly Station w Dublinie do Gorey

### Tramwaj (Luas)

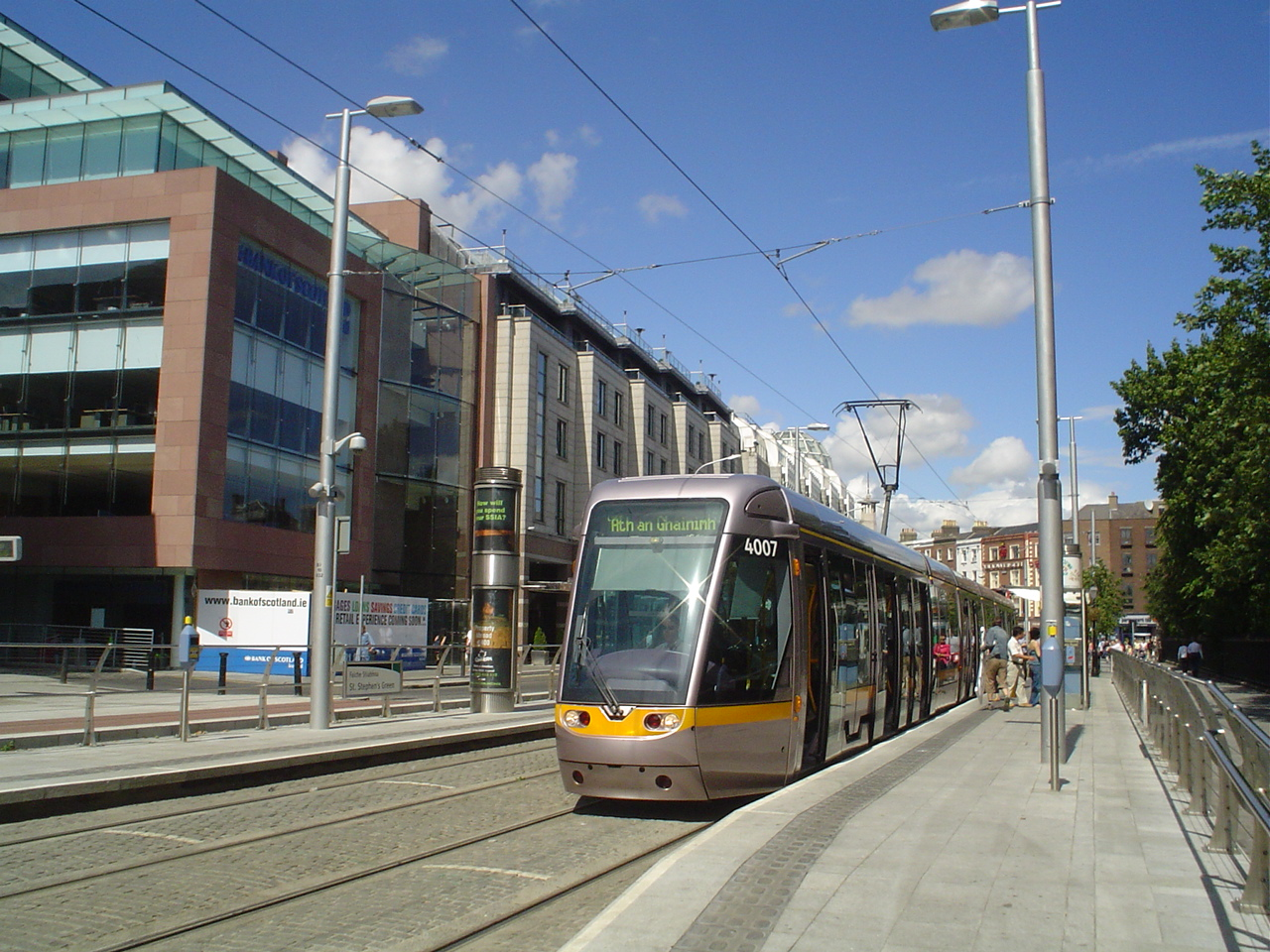
Tramwaj w centrum Dublina (Luas)

W roku 2004 zostały otwarte dwie linie tramwajowe - 30 czerwca linia zielona, 28 września - czerwona.
Od 2008 roku rozpoczęto rozbudowę sieci tramwajowej. Jako pierwsze powstały odcinki będące przedłużeniem tzw. „czerwonej linii”. Na wschodzie tramwaje kończą bieg zarówno przy dworcu Connolly, jak i na stacji The Point w dzielnicy Docklands, a na zachodzie w Tallaght lub Saggart od stacji Belgard. Natomiast „linia zielona” jest dłuższa, zarówno na południe z Sandyford do Bride's Glen (otwarcie: X 2010), jak i na północ, z St Stephen's Green do Broombridge (dotąd najnowszy odcinek linii zielonej, otwarcie: XII 2017). Szacuje się, że tramwaju używa w Dublinie około 80 tys. osób dziennie.
W 2006 Railway Procurement Agency ogłosiła, że Luas osiągnął ponadplanowy zysk po roku działania.
Irlandzki rząd rozpoczął narodowy plan transportu w 2007, oddając do użytku Dublin Port Tunnel (łączący dubliński port z lotniskiem). Szacuje się, że koszty projektu wyniosą 34,4 miliarda euro przez następne 10 lat. Większość funduszy przeznaczona zostanie na budowę siedmiu nowych linii Luas, dwie linie metra, nowe linie szybkiej kolei miejskiej DART oraz na główną stację tramwaju St Stephen’s Green, która ma być centralnym miejscem przesiadkowym.

## Polonia
Dublin znajduje się na pierwszym miejscu pod względem liczby Polaków mieszkających w Irlandii. Według danych statystycznych z 2011 roku w mieście mieszkało ponad 13 tys. osób z polskim obywatelstwem, natomiast w całej metropolii dublińskiej liczba ta wynosiła ponad 35 tysięcy.

## Miasta partnerskie
- Barcelona, Hiszpania
- Liverpool, Wielka Brytania
- San Jose, Stany Zjednoczone
- Budapeszt, Węgry
- Emmetsburg, Stany Zjednoczone
- Matsue, Japonia
- Montreal, Kanada
- Pekin, Chiny[19]

### Współpraca bez oficjalnej umowy
- Kraków, Polska[20]